# Kevin Johnson (Basketballspieler, 1966)
Kevin Maurice Johnson (* 4. März 1966 in Sacramento, Kalifornien) ist ein ehemaliger US-amerikanischer Basketballspieler, der von 1987 bis 2000 in der NBA für die Cleveland Cavaliers und Phoenix Suns aktiv war. Während seiner Zeit in der Liga wurde er unter anderem dreimal ins NBA-All-Star-Game gewählt und gewann 1989 die Auszeichnung des Most Improved Players.
Nach seiner Spielerkarriere wurde Johnson Politiker und war von 2008 bis 2016 Bürgermeister von Sacramento, der Hauptstadt des Bundesstaates Kalifornien.

## NBA-Karriere
Johnson wurde im NBA-Draft 1987 von den Cleveland Cavaliers an 7. Stelle ausgewählt. Er war zunächst Backup des Stamm-Point-Guards Mark Price und wurde während des All-Star-Breaks (zur Saisonhälfte) an die Phoenix Suns transferiert. Dort wurde Johnson Stammspieler und erzielte in seinem ersten Jahr 12 Punkte und 9 Assists pro Spiel.
In der darauffolgenden Saison 1988/89 kam sein Durchbruch, als er seine Ausbeute auf 19 Punkte und 12 Assists pro Spiel steigerte. Als Belohnung bekam er den NBA Most Improved Player Award für den meistverbessertsten Spieler und wurde zum ersten von insgesamt fünf Malen ins All-NBA Team gewählt.
Gemeinsam mit Tom Chambers, Dan Majerle und Distanzschützen Jeff Hornacek bildete er den Kern jener offensivstarken Suns-Teams, die in den frühen 90er Jahren für Furore sorgten, wegen ihrer Defensivschwäche allerdings nie den großen Wurf schafften. Johnson erzielte in dieser Zeit beständig 22 Punkte und 11 Assists pro Spiel. 1991 wurde er zudem für sein soziales Engagement mit dem J. Walter Kennedy Citizenship Award ausgezeichnet.
Im Jahr 1992 wurde Superstar Charles Barkley zu den Suns transferiert. Mit Barkley nah am Korb und Johnson aus der Distanz schafften es die Suns 1993 ins NBA-Finale, wurden aber von den Chicago Bulls um Michael Jordan in sechs Spielen besiegt. Aufgrund von vielen kleinen Verletzungen stagnierte Johnson in den Folgejahren auf hohem Niveau.
Zur Spielzeit 1993/94 kam er jedoch stark zurück, indem er 20 Punkte und 9,5 Assists pro Spiel erreichte und die Suns ins Western Conference Finals gegen die Houston Rockets führte. Trotz einer starken Serie, in der er unter anderem auf Rockets-Superstar Hakeem Olajuwon einen spektakulären Slam Dunk vollführte, schieden die Suns in sieben Spielen aus. Johnson hielt sich aber in der Basketball-WM 1994 schadlos, wo er mit den USA die Goldmedaille holte.
1994 war Johnsons letztes großes Jahr. Der verletzungsanfällige Point Guard baute physisch immer weiter ab, so dass er bereits 1998 im Alter von 31 aufhörte. Zwei Jahre später gab er ein kurzes Comeback für die Suns und spielte noch sechs Spiele als Ersatz des verletzten Jason Kidd, ehe er seine Karriere ganz beendete. Nach seinem Karriereende wurde Johnsons Trikotnummer 7 von den Suns zurückgezogen und wird seitdem nicht mehr vom Team vergeben.

### Spielweise
Johnson war zu seinen Glanzzeiten als einer der offensivstärksten Spielmacher der NBA bekannt. Gefürchtet war er für seinen Zug zum Korb und seiner Fähigkeit, aus vollem Lauf sowohl sicher werfen als auch zum freien Mann passen zu können. Johnson ist mit Magic Johnson und Isiah Thomas einer von drei Spielern in der NBA-Geschichte, der in einer Saison mehr als 20 Punkte und 12 Assists pro Spiel erzielte, und mit Johnson und Oscar Robertson einer von dreien, die in drei aufeinanderfolgenden Saisons sowohl 20 Punkte und 10 Vorlagen pro Spiel schafften.

### Auszeichnungen
- 3× NBA All-Star (1990, 1991, 1994)
- NBA Most Improved Player (1989)
- 4 × All-NBA Second Team (1989, 1990, 1991, 1994)
  - All-NBA Third Team (1992)
- J. Walter Kennedy Citizenship Award (1991)
- Trikotnummer 7 wird nicht mehr von den Phoenix Suns vergeben

## Karriere nach der NBA
Johnson war nach seiner Spielerkarriere zunächst Basketball-Kommentator für den US-amerikanischen Fernsehsender NBC.
Im Jahre 2008 erklärte Johnson, Bürgermeister seiner Heimatstadt Sacramento werden zu wollen. In den Vorwahlen im Juni 2008 erzielte er als unabhängiger Kandidat 46,08 % der Stimmen. Die Stichwahl gegen Amtsinhaberin Heather Fargo entschied Kevin Johnson mit 57,5 % der Stimmen für sich. Am 25. November 2008 trat er sein Amt als Bürgermeister offiziell an.
Skandale und wiederholte Anschuldigungen, Frauen sexuell belästigt zu haben, überschatteten seine Tätigkeit als Bürgermeister, die 2016 endete. Sein Nachfolger wurde Darrell Steinberg.